# Phoebe Cates
Phoebe Cates (16. srpnja 1963.), američka glumica poznata po ulogama u nekoliko filmova za mlade.
Rođena je u New Yorku kao Phoebe Belle Katz u obitelji vezanoj uz televiziju i Broadway.
Otac i ujak su joj producenti koji su radili za nekoliko kvizova na televiziji i nekoliko dodjela nagrade Oskar.
Pohađala je Školu za djecu profesionalaca i legendarnu školu Julliard. Ima kineske, filipinske, ruske i židovske krvi. U dvadeset godina rada na filmu ostvarila je 18 uloga. Najpoznatija su joj djela Gremlini 1 i 2, Crkni Fred, Zatučen na smrt, Raj (čiji zaplet je sličan onome iz filma Plava laguna) i Pobuna na vojnoj akademiji.
1989. udala se za 16 godina starijeg oskarovca Kevina Klinea.
2001. se povukla iz glume, te se posvetila obitelji. Ima dvoje djece: Owena, također glumca i Gretu.